# José Poveda Murcia
José Poveda Murcia (Torralba de Calatrava, 1910- Madrid, 1982) fue un político, abogado y registrador de la propiedad español, presidente de la Diputación Provincial de Ciudad Real y gobernador civil de la provincia de Ávila durante la dictadura franquista.

## Biografía
Nació el 27 de octubre de 1910 en Torralba de Calatrava (Ciudad Real). Doctorado en derecho en Madrid, fue teniente de complemento del Cuerpo Jurídico Militar, así como militante de FET y de las JONS y de su «Vieja Guardia».
Desempeñó la presidencia de la Diputación Provincial de Ciudad Real entre 1954 y 1956, período durante el cual se inauguraron bibliotecas municipales en las localidades más pobladas de la provincia.
Destinado como gobernador civil de la provincia de Ávila en 1956 en sustitución de Fernando Herrero Tejedor, ejerció el cargo por poco más de un año. Compaginó el gobierno civil con la jefatura provincial de FET y de las JONS. Fue sucedido por José Antonio Vaca de Osma.
Poveda, que también estuvo al frente del Sindicato Nacional de la Vid, fue procurador en las Cortes franquistas entre 1954 y 1977.
Falleció en Madrid el 24 de septiembre de 1982.

## Distinciones
- Gran Cruz de la Orden Civil del Mérito Agrícola (1965)[10]
- Gran Cruz de la Orden Imperial del Yugo y las Flechas (1968)[11]
- Gran Cruz de San Raimundo de Peñafort (1972)[12]